# Grontardo
Grontardo est une commune italienne de la province de Crémone, dans la région Lombardie.

## Administration
| Période                                  | Période | Identité | Étiquette | Qualité |
| ---------------------------------------- | ------- | -------- | --------- | ------- |
|                                          |         |          |           |         |
| Les données manquantes sont à compléter. |         |          |           |         |

### Communes limitrophes
Corte de' Frati, Gabbioneta-Binanuova, Gadesco-Pieve Delmona, Persico Dosimo, Pescarolo ed Uniti, Scandolara Ripa d'Oglio, Vescovato (Italie)